# Чичов
Чичов (словац. Číčov) — село в окрузі Комарно Нітранського краю Словаччини. Площа села 29,36 км². Станом на 31 грудня 2015 року в селі проживало 1269 жителів.

## Географія
Розташоване на березі Дунаю. Протікають Чилізький потік і канали Чичов-Голяре; Врбіна-Голяре і Чичовський канал.

## Історія
Перші згадки про село датуються 1172 роком.

## Населення
| Рік:            | 1994. | 2004.   | 2014.   | 2024.   |
| --------------- | ----- | ------- | ------- | ------- |
| Кількість осіб: | 1373  | 1359    | 1267    | 1186    |
| Різниця:        |       | -1,01 % | -6,76 % | -6,39 % |

| Рік:            | 2023. | 2024.   |
| --------------- | ----- | ------- |
| Кількість осіб: | 1192  | 1186    |
| Різниця:        |       | -0,50 % |